# Scopula violata
Scopula violata är en fjärilsart som beskrevs av Carl Peter Thunberg 1784. Scopula violata ingår i släktet Scopula och familjen mätare. Inga underarter finns listade.